# Adolf Liwacz
Adolf Michał Liwacz (ur. 28 listopada 1926, zm. 2 października 2016) – polski ekonomista, specjalista rachunkowości, wykładowca akademicki.

## Życiorys
Adolf Michał Liwacz urodził się 28 listopada 1926. Był synem Jana (1897-1962, stolarz) i Franciszki (1899-1987) oraz bratem Heleny (ur. 1924). Po zakończeniu II wojny światowej w 1947 ukończył oddział dla dorosłych w I Państwowej Szkole Męskiej Stopnia Podstawowego i Licealnego w Sanoku i zdał maturę (w jego klasie byli m.in. Kazimierz Sołtysik, Stanisław Węcławik). Będąc studentem politechniki uchwałą Rady Miejskiej w Sanoku z 1947 został uznany przynależnym do gminy Sanok. Obronił pracę magisterską w lutym 1952, zostając wówczas jednym z pięciu pierwszych absolwentów Wyższej Szkoły Ekonomicznej we Wrocławiu. Został matematykiem i specjalistą rachunkowości. Został adiunktem w Wyższej Szkoły Ekonomicznej we Wrocławiu. Uzyskał tytuł naukowy doktora i objął stanowisko docenta. Był wieloletnim kierownikiem Zakładu Rachunkowości Przedsiębiorstw w Instytucie Rachunkowości na Wydziale Zarządzania i Informatyki we Wrocławiu. Od 1971 do 1972 był dziekanem Wydziału Gospodarki Narodowej WSE. W latach 1972–1981 pełnił funkcję prorektora, a w latach 1983–1990 funkcję prodziekana macierzystego wydziału. Zdobył uprawnienia dyplomowanego biegłego księgowego.
W 1980 otrzymał Srebrną Odznakę „Budowniczego LGOM”. Został członkiem Koła Towarzystwa Przyjaciół Sanoka we Wrocławiu. Zamieszkiwał przy ulicy Henryka Dąbrowskiego (1958) i Prostej (1965).
Zmarł 2 października 2016. Został pochowany na Cmentarzu Grabiszyńskim we Wrocławiu 8 października 2016.

## Publikacje
- Wybrane zagadnienia z bilansoznawstwa (1968)
- Rachunkowość przedsiębiorstw handlowych: wybór tematów ćwiczeniowych wraz ze wskazówkami metodycznymi dla studentów Studium dla Pracujących (1969, współautorzy: Stanisław Jagiełło, Edward Marcinkowski)
- Bilansoznawstwo (1971)
- Elementy organizacji i mechanizacji rachunkowości: maszynowe przetwarzanie danych w rachunkowości. Praca zbiorowa (1971, współautorzy: Henryk Sobis, Jacek Ochman)
- Zbiór ćwiczeń z rachunkowości przedsiębiorstw przemysłowych wraz ze wskazówkami metodycznymi dla studentów wyższych studiów ekonomicznych (1973, współautorzy: Stanisław Jagiełło, Edward Marcinkowski)
- Rachunkowość (1974)
- Studencki ruch naukowy (1976, współautorzy: Aleksander Kudelski, Teresa Skrabka-Błotnicka)
- Organizacja i automatyzacja rachunkowości: praca zbiorowa. T. 1 (1976, współautor: Henryk Sobis)
- Praca wychowawcza w szkole wyższej (1977)
- Rachunkowość przedsiębiorstw przemysłowych: zbiór ćwiczeń (1978, współautorzy: Stanisław Jagiełło, Edward Marcinkowski)
- Rachunkowość przedsiębiorstw handlowych. Ćwiczenia (1981, współautorzy: Stanisław Jagiełło, Edward Marcinkowski)
- Rachunkowość przedsiębiorstw i instytucji (1983, współautor Stanisław Jagiełło)
- Buchgalterskij učet (1985)
- Rachunkowość przedsiębiorstw i instytucji (1991, praca zbiorowa, współautorka: Teresa Cebrowska)

W publikacji Księga pamiątkowa (obchodów 100-lecia Gimnazjum oraz I Liceum Ogólnokształcącego w Sanoku) z 1980 Adolf Liwacz opublikował artykuł pt. Klasa II + III i prof. Alfons Szczurowski, dotyczący nauki tuż po wojnie w szkole.